# Rhye
Rhye — музыкальный дуэт из Лос-Анджелеса, в состав которого входят канадец Майк Милош (Mike Milosh) и датчанин Робин Ханнибал (Robin Hannibal). Их дебютный альбом Woman вышел в марте 2013 года.

## История
Участники дуэта познакомились в 2010 году, когда Ханнибал попросил Милоша сделать ремикс на одну из композиций своего проекта Quadron. Милош к тому времени выпустил три сольных альбома, а Ханнибал помимо Quadron работал в группах Boom Clap Bachelors, Owusu & Hannibal и Parallel Dance Ensemble. В результате дальнейшего сотрудничества появились песни, которые были вдохновлены любовными отношениями обоих музыкантов, — Милош недавно вступил в брак, а Ханнибал ради своей девушки переехал в Лос-Анджелес. Первоначально коллектив заявил о себе анонимно: в 2012 году несколько песен были размещены в Интернете без какой-либо сопроводительной информации о создателях, что стало почвой для слухов, а высокий и чувственный голос Майка Милоша породил убеждённость в том, что вокал принадлежит женщине, которую сравнивали с Шаде Аду. Однако уже до конца года музыканты раскрыли свою идентичность.
В том же 2012 году на лейбле Innovative Leisure были выпущены первые синглы Rhye: «Open» и «The Fall», — после чего группа заключила контракт с лейблами Polydor (Великобритания) и Loma Vista/Republic (США) для выпуска дебютного студийного альбома Woman, релиз которого состоялся в марте следующего года.

## Дискография

### Студийные альбомы
| Год  | Альбом                                                                | Высшее место в хит-параде | Высшее место в хит-параде | Высшее место в хит-параде | Высшее место в хит-параде |
| Год  | Альбом                                                                | US                        | DK                        | BE (Vl)                   | GB                        |
| ---- | --------------------------------------------------------------------- | ------------------------- | ------------------------- | ------------------------- | ------------------------- |
| 2013 | Woman - Выпущен: 1 марта 2013 - Лейбл: Polydor - Формат: CD, цифровой | 55                        | 12                        | 22                        | 143                       |
| 2018 | Blood                                                                 |                           |                           |                           |                           |

### Синглы
- «Open» (2012)
- «The Fall» (2012)

## Видеоклипы
| Год  | Видеоклип         | Режиссёр                            | В ролях                                           |
| ---- | ----------------- | ----------------------------------- | ------------------------------------------------- |
| 2012 | «Open» (версия 1) | Дженнифер Найс                      |                                                   |
| 2013 | «The Fall»        | Даниэль Крагх-Якобсен               | Карстен Бьорнлунн, Мари Бода, Марьяна Янкович     |
| 2013 | «Open» (версия 2) | Даниэль Крагх-Якобсен               | Марта Холм, Йенс Сеттер-Лассен                    |
| 2013 | «3 Days»          | Мэгги Студи (монтаж)                |                                                   |
| 2021 | Come In Closer    | Майк Милош, Женевьев Медов-Дженкинс | Ашер Кобра Куинн Робертсон, Уайлдер Окс Робертсон |